# Água Preta
Água Preta là một đô thị thuộc bang Pernambuco, Brasil. Đô thị này có diện tích 5328,6 km², dân số năm 2007 là 29391 người, mật độ 5,52 người/km².